# Košarkaška reprezentacija DR Njemačke
Košarkaška reprezentacija DR Njemačke predstavljala je DR Njemačku u međunarodnoj muškoj košarci. Nikada nije izborila nastup na Olimpijskim igrama ni na svjetskom prvenstvu. Savez je bio osnovan 1955. i učlanjen u FIBA-u 1959. Godine 1969. vladajuća istočnonjemačka stranka odlučila je usredotočiti se na osvajanje što više odličja na međunarodnim natjecanjima. Košarka je skupni šport i u njemu svi igrači mogu osvojiti samo jedno odličje. Tako je ona izgubila podršku vlade. Onemogućena su košarkašima putovanja u nesocijalističke države, kao i sponzorstvo i rad s mladima. Savez je raspušten 1973.

## Nastupi na europskim prvenstvima
- 1959.: 14. mjesto
- 1961.: 12. mjesto
- 1963.: 6. mjesto
- 1965.: 10. mjesto
- 1967.: 14. mjesto